# Vanikoro sigaretiformis
Vanikoro sigaretiformis is een slakkensoort uit de familie van de Vanikoridae. De wetenschappelijke naam van de soort is voor het eerst geldig gepubliceerd in 1838 door Potiez & Michaud.